# Santuário Santa Paulina
O Santuário Santa Paulina é um santuário católico localizado na cidade de Nova Trento, no estado brasileiro de Santa Catarina. É a segunda atração de cunho religioso mais visitada do Brasil, com cerca de 75 mil visitantes por mês.

## História

### Santa Paulina

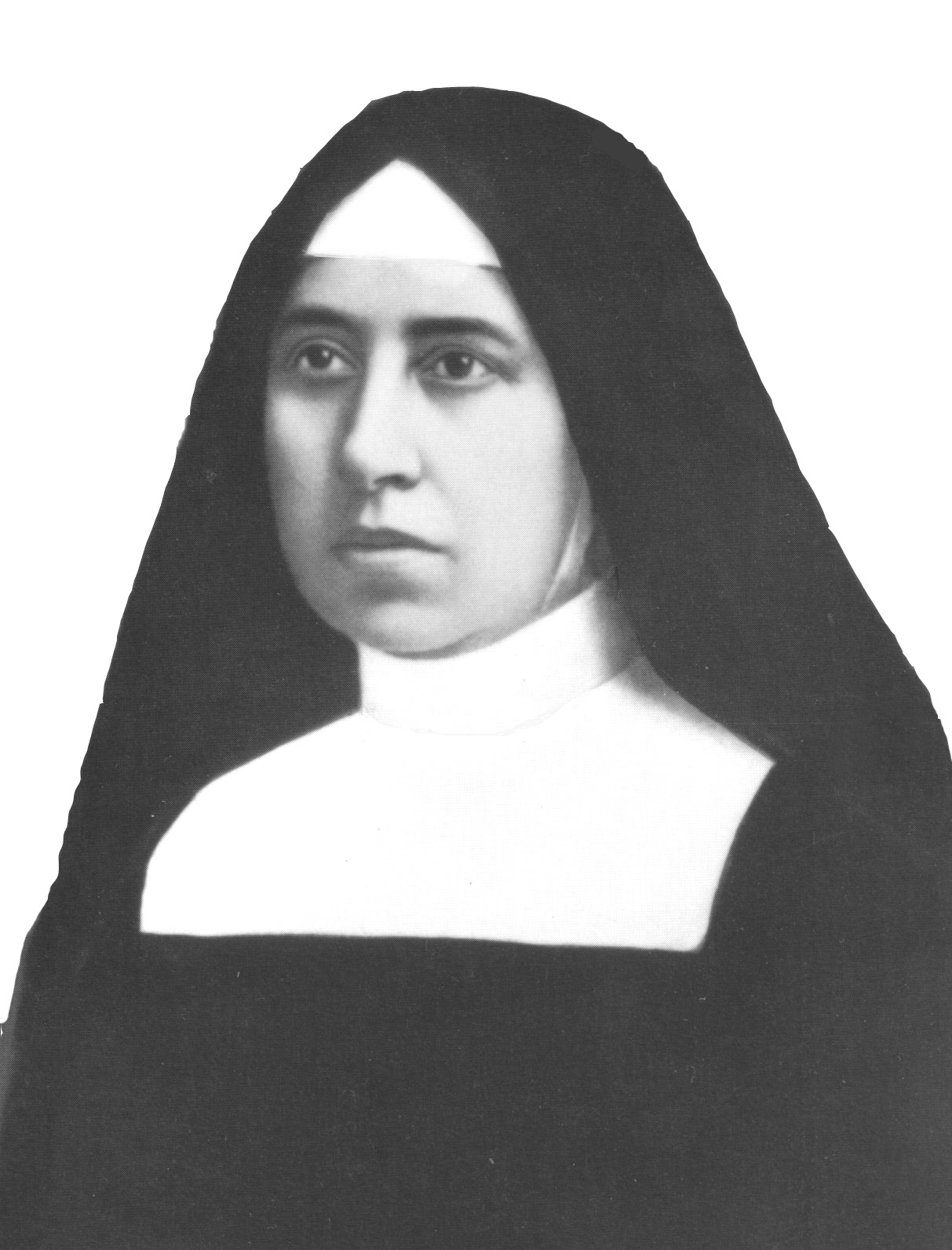
Santa Paulina

Amábile Lúcia Visinteiner (nome de nascimento de Santa Paulina) nasceu em Trentino-Alto Ádige, região norte da Itália em 1865 e emigrou para o Brasil em 1875, estabelecendo-se mais tarde na cidade de Nova Trento, em Santa Catarina.
Durante sua vida, Amábile se dedicou à caridade e ao cuidado de doentes, fundando em 1890, a Congregação das Irmãzinhas da Imaculada Conceição, em Nova Trento.
Amábile morreu no ano de 1942 e foi beatificada pelo Papa João Paulo II em 1991, na cidade de Florianópolis. Após sua beatificação, um grande número de peregrinos começou a visitar a cidade de Nova Trento, levando a necessidade de construir um espaço dedicado a Santa Paulina. As irmãzinhas decidiram pela construção do Santuário em 2002, por meio de uma assembleia geral.

### Construção
A empresa Herwig Shimizu Arquitetos foi a responsável pelo desenvolvimento do projeto do Santuário. A construção foi iniciada em 14 de julho de 2003 e concluída em janeiro de 2006, tendo duração de 926 dias. Durante esse período, a obra não registrou nenhum acidente de trabalho.
A obra teve custo estimado de 15 milhões de reais e contou com diversas campanhas de doação para o financiamento desse valor, organizadas em grande parte pela Congregação das Irmãzinhas da Imaculada Conceição.

### Inauguração
A inauguração da obra ocorreu no dia 22 de Janeiro de 2006. O evento contou com a presença de autoridades do estado de Santa Catarina e com cerca de 12 mil fiéis, além de mais de 300 irmãzinhas da congregação fundada por Santa Paulina.
Uma missa foi celebrada pelo então Arcebispo de Florianópolis Dom Murilo Krieger no Santuário, e contou com a leitura de uma carta enviada pelo Papa Bento XVI, reconhecendo a importância do feito.

## Santuário

### Infraestrura
A nave central do Santuário possui capacidade para 6.000 pessoas, sendo 3.000 sentadas e 3.000 em pé. Nas lateral direita esta localizada a capela do Santíssimo com capacidade para 150 pessoas sentadas, enquanto na lateral esquerda encontra-se a capela Santa Paulina com capacidade para 100 pessoas sentadas. Há também a capela da Reconciliação, além de confessionários e salas de administração.
Por estar localizado em local elevado, o Santuário possui escadaria e rampa de acesso, também há uma estrada para acesso de veículos com local para embarque/desembarque e um estacionamento de 14mil m². Além disso, o Santuário conta com moderno sistema de som e cabines para transmissão televisionada de celebrações e eventos.

### Arquitetura
O projeto arquitetônico do Santuário foi realizado pela empresa Herwig Shimizu Arquitetos, tendo como base a vida de Santa Paulina.
A fachada do Santuário remete a duas mãos em prece e também a uma tenda, em referência aos peregrinos que constumavam ir a região e acampar no local. Todas as fachadas são revestidas predominantemente por vidro, potencializando a iluminação natural e remetendo a fé e a espiritualidade. O projeto contempla ainda ventilação natural e isolamento acústico, sendo a cobertura feita em telha metálica dupla de alumínio e isolamento com lã mineral, evitando variações bruscas de temperatura e ruídos externos.
Por toda a construção há concreto aparente, utilizado junto ao vidro para representar os valores sólidos e puros de Santa Paulina. O interior do Santuário possui piso e pias de água benta em granito de diversos tipos e cores. Os bancos são feitos de madeira Taurai vermelho. No altar, há uma cruz de granito com 4 metros de altura e 3 toneladas.

## Complexo Turístico
O Santuário está inserido em um complexo turístico com grande estrutura e cercado por um parque ecológico, com bosques, cachoeiras, animais e trilhas. Estão disponíveis aos visitantes diversos serviços como lojas, centro comercial, resturante e hotel.

### Hotel do Santuário
O Hotel do Santuário está localizado a cerca de 800 metros do Santuário de Santa Paulina e é administrado pela Congregação das Irmãzinhas da Imaculada Conceição. Possui 3 andares e 24 apartamentos, além de contar com elevador e itens de acessiblidade. Também há um quarto projetado especificamente para pessoas com deficiência.
O hotel possui restaurante, sala de jogos, playground e auditório com capacidade para 150 pessoas. Seu grande destaque é a vista privilegiada de todo o complexo turístico.

### Centro Comercial
O Centro Comercial do Santuário foi inaugurado em 2016 e possui uma área de cerca de 3.857m². O local possui 62 lojas de diversos segmentos, ampla praça de alimentação e um anfiteatro para receber eventos e shows.

### Ambientes de Visitação
O complexo possui mais de 30 atrações e pontos de visitação. O local chegou a contar com bondinho, que levava os visitantes a Colina Madre Paulina, mas a atração foi encerrada em outubro de 2016.

#### Casebre
O Casebre é uma réplica da cada onde Santa Paulina viveu. É considerado o local de início da vida religiosa da santa, pois foi nesse local que a doente Ângela Viviane foi acolhida por Amábile e sua amiga Virgínia. A construção possui 24m² e conta com quadros e documentos da santa.

#### Colina Madre Paulina
A Colina Madre Paulina possui uma estátua de Bronze de Santa Paulina. A estátua possui 3 metros de altura e conta com um crucifixo na mão esquerda e uma enxada na mão direita, em referência a sua origem camponesa. A colina conta ainda com um mirante, loja de artigos religiosos, velário, opções para alimentação e uma capela decorada com passáros de cristais.

#### Calvário
O calvário atual do complexo foi inaugurado em 2007 e conta com estátuas em tamanho real e as estações da via sacra. Durante a sexta-feira santa o local recebe peregrinos para realização da via sacra.
Outros locais de visitação integram o complexo, são eles: Capela das Irmãs, Casa do Colono, Casa das Graças, Museu de Seda, Cenário Vivo, Praça de Glorificação, Caramanchão, Marco do Milênio, Cruz da Beatificação, Ermida Santa Paulina, Cruz Símbolo da Jornada Mundial da Juventude, Oratório Anjo da Guarda, Cruzeiro, Velários, Trilha Mariana, Colina da Benção, Oratório Nossa Senhora de Aparecida e Monumento à Casa Paterna.